# 分裂情感障碍
分裂情感障碍（schizoaffective disorder，世卫译名），台湾译情感思覺失調症，中国大陆译分裂情感性障碍，为一组分裂性和情感性症状同时存在并突出，但不能归类于某一类的（分裂性或情感性）精神障碍。在分裂症状时，伴随症状为幻觉、妄想及思维障碍；在情感症状时，为躁狂发作或抑郁症状。
在ICD-10中，世界卫生组织把其症状表现而分类更细的子类。
分裂情感障礙是一種精神疾病，特徵是不正常的思維過程和失調的情緒。作出診斷時，病人既有精神分裂症和情感障礙 - 無論是躁鬱症或抑鬱症的特徵，但無論是否單獨並不嚴格符合診斷標準。雙極類型由躁狂症，輕躁狂或混合發作的症狀區分開;抑鬱型僅抑鬱症的症狀。這種疾病的常見症狀包括幻覺，妄想狂，和混亂的言語和思維。發病症狀通常開始於青年期，因為這種疾病被重新定義，目前並不確定終生患病率，但DSM-IV中患病率估計人口的不到1％，在0.5％至0.8％的範圍內。診斷基於觀察行為和病人報告的經歷。
遺傳學，神經生物學，早期和現在的環境，行為，社會和經驗成分似乎是重要誘因之一；一些毒品和處方藥可能會引起或加重症狀。沒有發現單一的分離出的有機原因，但大量的證據存在於四氫生物蝶呤，多巴胺，和谷氨酸在患有精神分裂症，精神病心境障礙，和分裂情感障礙的人的代謝異常。與分裂情感性障礙的人很可能具有共同發生的，包括焦慮症和物質使用障礙。如長期失業，貧窮和無家可歸者的社會問題很常見。人的平均壽命在有疾病者比那些沒有的更短，這因為加多了身體健康問題，造因於缺乏促進健康的行為，包括久坐不動的生活方式，和更高的自殺率。
當前治療的主要方法是抗精神病藥物治療與情緒穩定劑藥物或抗抑鬱藥物，或兩者的組合。還有一些研究人員越來越擔心抗抑鬱藥可能增加精神病，躁狂症，和長期的情緒發作循環的障礙。當對自己或他人有風險，通常在治療早期時，可能要短暫住院治療。精神康復，心理治療和職業康復對於較高心理社會功能的恢復是非常重要。作為一個群體，患有分裂情感障礙採用DSM-IV和ICD-10標準診斷比精神分裂症患者預後較好。
在DSM-5和ICD-10上，分裂情感性障礙與精神分裂症是在相同的診斷類別，但與情緒障礙(Mood disorder)不在同一類別。

## 症狀和體徵
分裂情感性障礙的定義是在長期精神病和情緒障礙的情況下情緒無障礙的精神病。精神病必須符合精神分裂症標準A，其可包括妄想，幻覺，錯亂的講話，思維或行為以及不良症狀。妄想和幻覺兩者都是精神病的典型症狀。儘管有相反的證據證明，妄想使其強烈持有錯誤的信念。如果他們在保持文化信仰信念則不應被視為妄想。妄想信念可能會或可能不會反映情緒症狀（例如，一個人有抑鬱症可能會或可能不會遇到內疚妄想）。幻覺障礙涉及到任何的五種感官，
但幻聽最常見。缺乏反應或負性症狀包括失語症(缺乏自發講話)，遲鈍影響(減少對外表達情感的強度)，冷漠兴趣缺失(動機損失)，和快感缺失。比精神病的陽性症狀，負性症狀可以更持久和更使人虛弱。
情緒症狀是躁狂症，輕躁狂，混合型發作，或抑鬱症，並且往往是週期性的而不是連續的。混合發作表示在同一時間的躁狂症和抑鬱症的症狀的組合。躁狂症的症狀包括升高或急躁的情緒。

## 原因
遺傳和環境因素的組合被認為在分裂情感性障礙的發展上發揮了作用。

### 濫用藥物
一直難以證明使用毒品和精神譜系障礙之間存在明顯的因果關係，包括分裂情感性障礙。然而在特定情況下，有證據支持精神病和大麻的使用，與發病越早之間的聯繫。尤其是在青春期早期，越是經常大麻使用，越有可能人形成精神病，頻繁使用大麻對造成精神病和分裂情感障礙，有兩倍的風險。2009年耶魯大學的審評指出，在一個既定精神病性精神障礙的個人，大麻可加劇症狀，觸動復發，和對疾病的進程中的消極後果。雖然吸食大麻被許多人接受為分裂情感性障礙的原因，但它仍然是有爭議的，因為不是所有的年輕人使用大麻以後發展了精神病，但那會增加可能性其勝算比約3。
有證據表明，在大麻中有兩個主要大麻素類成分，具有不同的效果：四氫大麻酚(THC)，這將導致一個「高」，可能會傾向增加精神病;而大麻二酚(CBD)，這不會引起「高」，並可能具有神經保護作用，也就是說，降低精神病和具有情緒穩定作用。
大約一半那些分裂情感障礙用藥物或酒精過分的。有證據表明，酒精濫用通過火種機制，有時可能會導致慢性物質誘導的精神障礙的發展，即分裂情感障礙。有很少證據表明，精神病個人選擇特定的藥物自我治療;有一定的支持該假說他們使用的藥物，以應付不愉快的狀態，如抑鬱，焦慮，無聊和孤獨。
安非他明，可卡因，以及較小程度上的醇，可導致精神病該臨床上呈現像分裂情感障礙症等。大家都了解，冰毒和可卡因的使用可以導致甲基苯丙胺或可卡因誘發的精神病，當用戶保持戒斷，可能會持續甚至。酒精性精神病也可以在戒酒期間持續存在，儘管它出現在一個較低的比率。
雖然通常不認為是疾病的原因，分裂情感障礙使用尼古丁比一般人群比率更高。

## 診斷
精神異常作為精神障礙的症狀，首先是一個排除診斷。所以精神病的新發事件不能被認為是精神疾病的症狀直到精神病的其他相關和已知的醫療原因被排除在外。許多臨床醫師執行不當，或完全忘記這一步，引入可以避免的診斷錯誤和誤診。
初步的評估包括全面的病史和體格檢查。雖然不存在由生物化驗確認分裂情感性障礙，生物測試應進行以排除精神病是由於或有關於，物質使用，藥物，毒素或毒物，手術併發症，或其他醫學疾病引起的。由於非醫療的精神衛生從業人員的培訓中不包括精神病的醫學原因，人們遇到精神病患應交由急診室或醫院處理。
應該排除譫妄，可以由幻視，急性發作和意識水平的波動區分開來，這表明有其他潛在因素包括內科疾病。排除精神病合併其它內科疾病通過使用血液測試來執行：
- 促甲狀腺激素以排除甲狀腺功能過低或甲狀腺功能亢進，
- 基本電解質和血鈣來排除代謝紊亂，
- 全血細胞計數包括紅細胞沉降率，以排除全身性感染或慢性疾病，
- 血清學檢查，以排除梅毒或艾滋病病毒感染。

其他可被執行的調查包括：
- 腦電圖排除癲癇，和一個
- 核磁共振成像或电脑断层扫描掃描頭，排除腦部病變。

復發的一個診斷既定的患分裂情感障礙者，除非有特定的醫療指示，通常不重複血液測試。這些包括血糖(若奧氮平先前已經處方)，甲狀腺功能(如果鋰先前已服用以排除甲狀腺功能減退症)，肝功能檢查(如果氯丙嗪已經處方)，肌酸磷酸激酶水平(排除抗精神病藥物惡性症候群)，以及尿液和血清毒物篩查(如果懷疑使用藥物之嫌)。評估和治療可在門診進行；如果被認為對自己或他人有危險則住院治療。
由於通過普通精神類藥物，如抗抑鬱藥，多動症興奮劑和安眠藥物，精神病可能會析出或加劇，應排除處方藥物誘發性精神病，尤其是對首次發作精神病。這是為了減少錯誤診斷的一個重要步驟，和評估進一步傷害患者的藥物的潛在來源。對病人有危害的處方藥源，耶魯大學精神病學小.馬爾科姆.鮑爾斯教授寫道：
- 重要的是要理解。注意有些人甚至只有不明显的家族史，雙相情感障礙或精神病比其他的更容易由抗抑鬱藥，興奮劑和安眠藥誘導出狂躁症 - 或精神病。雖然我不是做一攬子聲明，針對這些藥物的使用要提醒注意。我相信在處方這些藥物之前，[醫生]應詢問患者及家屬是否有躁鬱症或精神病的家族史。

## 治療
分裂情感性障礙的主要治療方法是藥物治療，結合長期的心理和社會支持以改進結果。對情節嚴重的無論自願或非自願，可能會住院治療。在1950年代因為去機構開始，少見長期住院，但是它仍然出現。社區支援服務，包括救助中心，由社區精神衛生小組的成員訪問，支持就業和支持團體是常見的。證據表明定期運動對那些分裂情感障礙的生理和心理健康有積極效果。分裂情感障礙除了門診吃藥治療有時也參與網絡論壇。

### 治療
巧妙地交付心理治療也許在分裂情感障礙推動和鼓勵提高了整體運作的最重要的組成部分。支持性心理治療和認知行為治療都是很有幫助的。強化案件管理團隊(ICM)已被證明可以減少住院，提高治療的依從性，提高社會功能。與強化案件管理團隊，客戶端分配一個個案經理負責看管的協調和協助客戶獲得支持，以解決相關的福祉多個領域的需求，包括住房。
精神康復包括八個主要方面：
- 精神病學（減少和管理症狀）
- 健康和醫療（保持一致性關懷）
- 住房（安全環境）
- 基本生活技能（衛生，飯菜「包括增加天然食品的攝入量，減少加工食品的攝入量」，安全，規劃和家務）
- 社會（關係，家庭的界限，交流和融合客戶端進入社區）
- 教育與職業（應對技能，動機和通過客戶端選擇合適的目標）
- 金融（個人預算）
- 社區和法律（資源）

### 藥物治療
少數藥物被批准專門治療分裂情感性障礙。在一般情況下，藥物被用以減少精神病和情緒障礙的症狀。
抗精神病藥通常需要同時用於急性治療和預防復發二者。在選擇治療情感性分裂症沒有單一的抗精神病藥，但應考慮非典型抗精神病藥物，因為他們有穩定情緒的活性。對於分裂情感性障礙的治療，帕利哌酮是美國糧食與藥物管理局批准的抗精神病藥。抗精神病藥應該使用最低劑量以控制症狀。可能的副作用包括錐體外系症狀，包括震顫，肌肉僵硬，以及煩躁不安或靜坐不能。非典型抗精神病藥物攜帶代謝綜合徵，包括體重增加，血糖升高，並增加了血液中的膽固醇的危險，應當定期監測體重和檢驗血液的工作。一些非典型抗精神病藥物，例如齊拉西酮和阿立哌唑，具有比其它較少風險，如奧氮平。藥物的選擇是基於其如何有效地減少症狀，如何副作用少和費用低。
在治療難治性精神病，應予以考慮試用氯氮平。氯氮平被公認為當其他抗精神病藥已經失敗時，特別有效非典型抗精神病藥。氯氮平也應該在患者有慢性和持久的自殺想法和行為時考慮，因為已經顯示在患有分裂情感障礙和有自殺歷史患者上，減少自殺風險。在0.5到2％的服用氯氮平的患者，可能發展一種威脅生命的併發症，稱為白细胞减少症，這是一類白血球顯著下降的疾病。由於這種風險，人們服用氯氮平必須定期監測血血球數量。
雙極型分裂情感性障礙的管理類似於躁鬱症的治療，目標以防止情緒發作和循環。鋰 (藥理學)或抗驚厥情緒穩定劑，如丙戊酸，卡馬西平，拉莫三嗪，結合抗精神病藥一起使用。
用於治療抑鬱症，如果抗抑鬱藥被處方，額外的注意力必須由處方醫師給出，因為它加速長期情緒週期和藥物誘發精神病或躁狂症的風險。(即誘導出每單位時間的抑鬱症更頻繁發作)對於個人出現精神病，躁狂症，混合型發作的症狀，或情緒循環加速，換到抗精神病藥加鋰或拉莫三嗪是優選的抗抑鬱藥。
對遇到焦慮的個人，可以使用抗焦慮藥物，通常在一個短期的基礎上。苯二氮䓬类，包括勞拉西泮，氯硝西泮和地西泮，是抗焦慮藥物。處方苯二氮䓬类時必須小心，注意患者有藥物耐受性和藥物依賴性的風險。

### 電休克治療
患者的分裂情感障礙經歷嚴重的抑鬱症時，或嚴重的精神病症狀對於治療抗精神病藥物沒有反應時，可考慮使用電痙攣療法。

## 流行病學
分裂情感性障礙，發生在人們生活中在某一點上，估計為0.5至0.8％。女性較男性多，這是因為抑鬱亞類在婦女中高度集中，而雙極亞型男女比例較平均。